# Rick Bauer
Pour les articles homonymes, voir Bauer.
Rick Bauer, né le 10 janvier 1977 à Garden Grove (Californie), est un joueur américain de baseball évoluant dans la Ligue majeure de baseball de 2001 à 2008. 

## Carrière

### Scolaire et universitaire
Rick Bauer porte les couleurs de son lycée, le Centennial High School à Eagle (Idaho), jusqu'en 1995. Il étudie et joue ensuite pour l'Université Treasure Valley CC à Ontario (Oregon).

### Professionnelle
Drafté par les Baltimore Orioles en 1997, Rick Bauer fait ses débuts en MLB le 2 septembre 2001 face aux Seattle Mariners.
Libéré par les Orioles en juin 2005, il signe comme agent libre en novembre 2005 chez les Rangers du Texas. Il passe chez les Philadelphia Phillies en 2007, mais ne dispute pas de matches en MLB sous l'uniforme des Phillies. Il évolue en Triple-A chez les Ottawa Lynx. En juillet 2007, il signe chez les Los Angeles Dodgers et joue pour les Las Vegas 51s en Triple-A.
Il est invité durant l'inter-saison 2008 à participer au camp d'entraînement des Cleveland Indians.

## Statistiques
- En saison régulière

| Saison     | Équipe    | Ligue | G   | V  | D  | SV | IP   | SO  | ERA   |
| ---------- | --------- | ----- | --- | -- | -- | -- | ---- | --- | ----- |
| 2001       | Baltimore | MLB   | 6   | 0  | 5  | 0  | 33   | 16  | 4,64  |
| 2002       | Baltimore | MLB   | 56  | 6  | 7  | 1  | 83,7 | 45  | 3,98  |
| 2003       | Baltimore | MLB   | 35  | 0  | 0  | 0  | 61,3 | 43  | 4,55  |
| 2004       | Baltimore | MLB   | 23  | 2  | 1  | 0  | 53,7 | 37  | 4,70  |
| 2005       | Baltimore | MLB   | 5   | 0  | 0  | 0  | 8,3  | 5   | 9,72  |
| 2006       | Texas     | MLB   | 58  | 3  | 1  | 2  | 71   | 35  | 3,55  |
| 2008       | Cleveland | MLB   | 4   | 0  | 0  | 0  | 6    | 4   | 13,50 |
| Totaux MLB |           |       | 187 | 11 | 14 | 3  | 317  | 185 | 4,51  |